# Osorno Airport
Osorno Airport är en flygplats i Chile.   Den ligger i provinsen Provincia de Osorno och regionen Región de Los Lagos, i den södra delen av landet, 800 km söder om huvudstaden Santiago de Chile. Osorno Airport ligger 83 meter över havet.
Terrängen runt Osorno Airport är platt. Runt Osorno Airport är det ganska tätbefolkat, med 160 invånare per kvadratkilometer.. Närmaste större samhälle är Osorno, 7,4 km norr om Osorno Airport. 
Trakten runt Osorno Airport består till största delen av jordbruksmark.